# Jack O’Connell

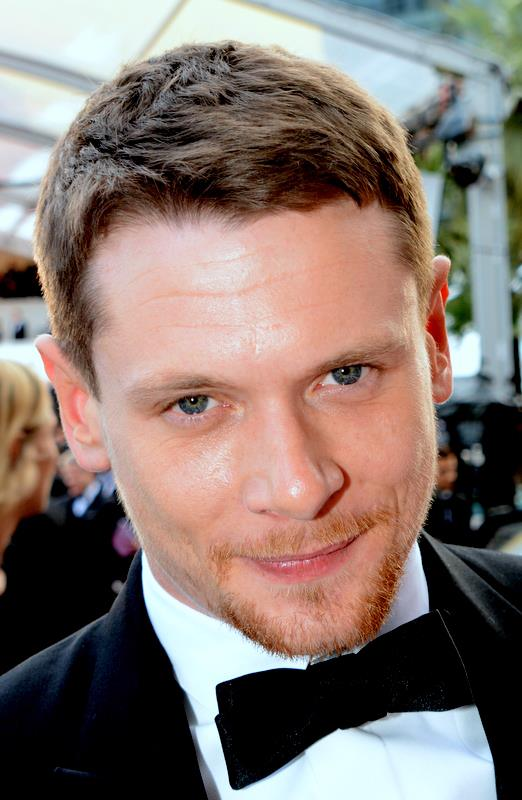
Jack O’Connell (2016)

Jack O’Connell (* 1. August 1990 in Alvaston, Derby, England) ist ein britischer Schauspieler.

## Leben
Jack O’Connell wurde in Deutschland hauptsächlich durch seine Rolle als James Cook in der britischen Fernsehserie Skins – Hautnah und der eines Teenagers in dem Drama Eden Lake (2008) bekannt.
Seine Karriere im Film- und Fernsehgeschäft begann er 2005, als er eine Rolle in einer Episode der Seifenoper Doctors übernahm. Im selben Jahr spielte er in mehreren Episoden der Serie The Bill mit.  2006 gab er in This Is England sein Spielfilmdebüt. Seither ist er in Kino- und Fernsehproduktionen zu sehen.
2014 spielte er unter der Regie von Angelina Jolie in dem Kriegsdrama Unbroken die Hauptrolle als Sportler und Kriegsgefangener Louis Zamperini, dessen Geschichte der Film erzählt. In Die Macht des Bösen verkörperte er 2017 den tschechoslowakischen Widerstandskämpfer Jan Kubiš, der zusammen mit Jozef Gabčík das Attentat auf Reinhard Heydrich ausführte. Weitere Film- und Fernsehrollen folgten. Sein Schaffen umfasst mehr als 40 Produktionen.

## Filmografie (Auswahl)
- 2005: Doctors (Fernsehserie, Folge 7x19)
- 2005: The Bill (Fernsehserie, 4 Folgen)
- 2006: This Is England
- 2007: Waterloo Road (Fernsehserie, Folge 2x09)
- 2007:	Holby City (Fernsehserie, Folge 9x31)
- 2007: Hautnah – Die Methode Hill (Wire in the Blood, Fernsehserie, Folge 5x3)
- 2008: Eden Lake
- 2009:	Emily Brontë’s Sturmhöhe (Wuthering Heights, Miniserie)
- 2009: Harry Brown
- 2009–2013: Skins – Hautnah (Skins, Fernsehserie, 18 Folgen)
- 2010: Dive (Fernsehfilm)
- 2011: United
- 2011: The Runaway (Fernsehserie, 6 Folgen)
- 2011: Weekender
- 2012: Tower Block
- 2012: Private Peaceful – Mein Bruder Charlie (Private Peaceful)
- 2012: Last Hitman (The Liability)
- 2012: The Somnambulists
- 2013: Mauern der Gewalt (Starred Up)
- 2014: ’71
- 2014: 300: Rise of an Empire
- 2014: Unbroken
- 2014: Shelter (Kurzfilm)
- 2016: Home (Kurzfilm)
- 2016: Money Monster
- 2017: Die Macht des Bösen (The Man with the Iron Heart)
- 2017: Robot And Scarecrow (Kurzfilm)
- 2017: Tulpenfieber (Tulip Fever)
- 2017: Godless (Fernsehserie, 7 Folgen)
- 2019: Jean Seberg – Against all Enemies (Seberg)
- 2019: Jungleland
- 2020: Little Fish
- 2020: The North Water (Fernsehserie, 5 Folgen)
- 2022: Lady Chatterleys Liebhaber (Lady Chatterley’s Lover)
- seit 2022: SAS: Rogue Heroes (Fernsehserie)
- 2023: Ferrari
- 2024: Back to Black
- 2025: Blood & Sinners (Sinners)
- 2025: 28 Years Later

## Auszeichnungen (Auswahl)
- 2015: BAFTA Award als Bester Nachwuchsschauspieler
- 2015: Chopard Trophy der Internationalen Filmfestspiele von Cannes